# Bocca d'Orminanda
La Bocca d'Orminanda (654 m) è un passo che collega la valle del Tavignano con la valle del Tartagino tra i comuni di Corte e Castirla.
È un passo che ha perso la sua importanza con l'apertura della RN 193 che attraversa il più basso Collo di San Quilico (559 m).